# Hylaeus heteroclitus
Hylaeus heteroclitus is een vliesvleugelig insect uit de familie Colletidae. De wetenschappelijke naam van de soort is voor het eerst geldig gepubliceerd in 1967 door Hirashima.